# Cynthia Ní Mhurchú

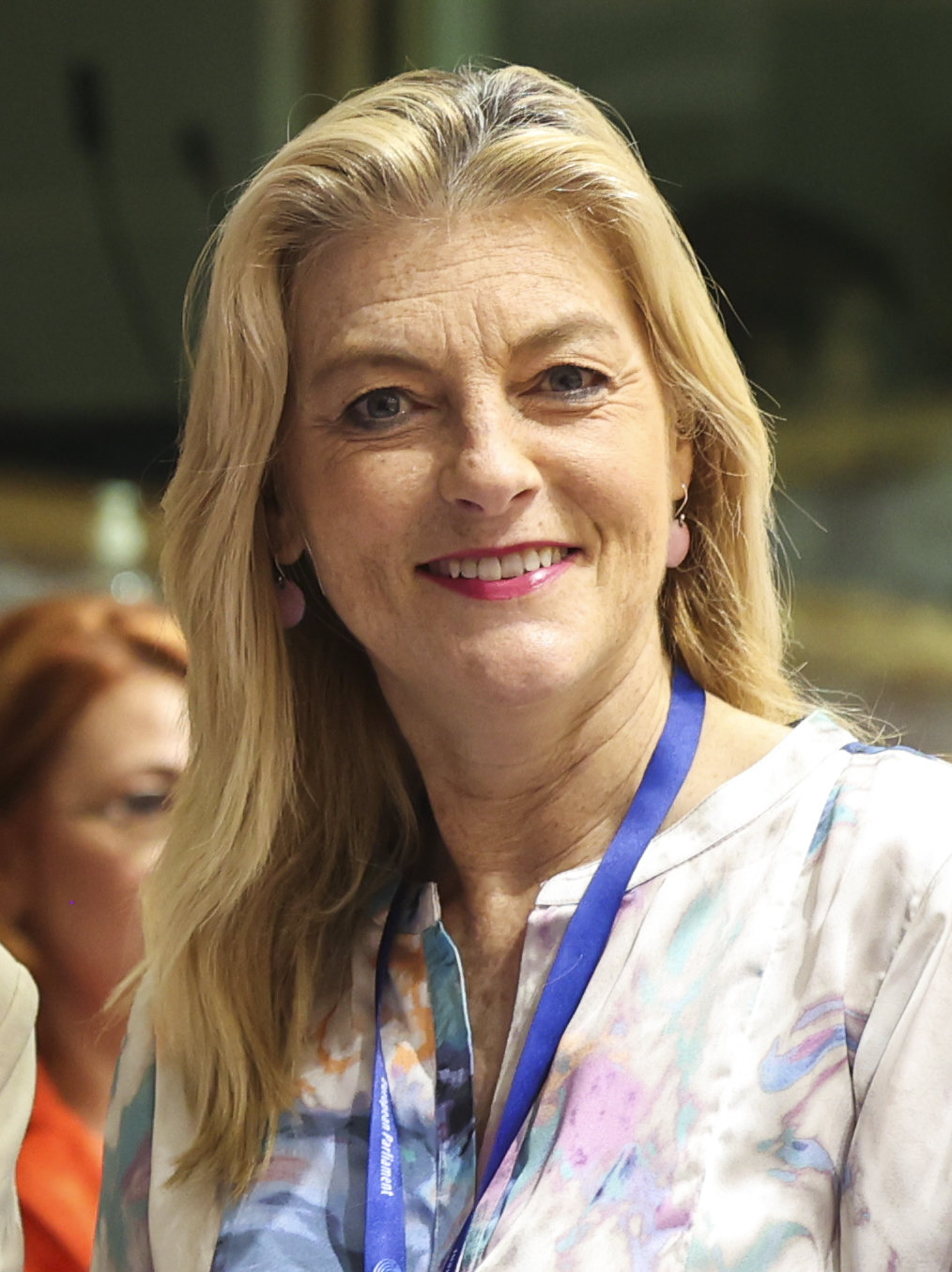
Cynthia Ní Mhurchú (2024)

Cynthia Ní Mhurchú [ˈsɪnθɪə niːˈwʊɾxuː] (* 1966 in Carlow) ist eine irische Barrister und ehemalige Moderatorin.
Sie war für zehn Jahre als Journalistin und Moderatorin bei RTÉ und RTÉ Raidió na Gaeltachta tätig. 1994 moderierte sie den Eurovision Song Contest in Dublin zusammen mit Gerry Ryan. Ab 1997 wurde sie im Bereich der Rechtswissenschaften tätig und ist seit 2005 Barrister.
Bei den Europawahlen 2024 wurde sie für die Fianna Fáil im Wahlbezirk South in das Europäische Parlament gewählt.